# Yvette Cooper
Yvette Cooper (født 20. marts 1969 i Inverness i Det skotske højland) er en britisk politiker, der i 2015 stillede op som kandidat til posten som leder af Labour.

## Valget af  Ed Milibands efterfølger
Posten som Labours leder blev ledig, da Ed Miliband gik af i maj 2015. 
Urafstemningen om posten startede den 14. august.  Den 12. september 2015 blev der offentliggjort, at Jeremy Corbyn havde fået 59,5 procent af stemmerne, og at han dermed var valgt som Labours leder.
De resterende stemmer fordelte sig med 19,0 procent til Andy Burnham, 17,0 procent til Yvette Cooper og 4,5 procent til Liz Kendall.

## Medlem af Underhuset
Siden 1997 har Yvette Cooper været medlem af Underhuset for Pontefract og Castleford ved Wakefield i West Yorkshire. 

## Medlem af regeringen
Yvette Cooper bolig- og planlægningsminister 2007 – 2008. Hun var viceminister i finansministeriet i 2008 – 2009. Derefter var hun arbejds- og pensionsminister indtil 2010.

## Skyggeminister
Yvette Cooper var skyggeminister for arbejde og pensioner i maj – oktober 2010. Hun var skyggeminister for kvinder og ligestilling fra maj 2010 til oktober 2013.
Yvette Cooper var skyggeudenrigsminister i 2010 – 2011. Fra januar 2011 er hun skyggeindenrigsminister.

## Familie
Yvette Cooper er gift med politikeren Ed Balls, der i 2010 forgæves stillede op til posten som leder af Labour. Parret har tre børn.